# Lundar (naturreservat)
Lundar är ett naturreservat i Vamlingbo i Region Gotland på Gotland.
Området är naturskyddat sedan 2011 och är 36 hektar stort. Reservatet består av sanddyner och barrskog.